# Aeroportul Cortland County
Aeroportul Cortland County (IATA: CTX, FAA LID: N03) este un aeroport din New York, Statele Unite ale Americii ce deservește zona Cortland⁠(d). A fost numit după zona deservită.
Situat la o altitudine de 365 m, aeroportul dispune de 1 pistă.

## Infrastructură

### Piste
Aeroportul dispune de o singură pistă. Pista 6/24 are suprafața de asfalt și dimensiunile 3.400 picioare × 75 picioare. 